# Crataegus incaedua
Crataegus incaedua är en rosväxtart som beskrevs av Charles Sprague Sargent. Crataegus incaedua ingår i Hagtornssläktet som ingår i familjen rosväxter. Inga underarter finns listade i Catalogue of Life.